# Gualtiero Marchesi
Pour les articles homonymes, voir Marchesi.
Gualtiero Marchesi, né le 19 mars 1930 à Milan et mort dans cette ville le 26 décembre 2017, est un chef cuisinier italien, unanimement considéré comme le fondateur de la « nouvelle cuisine italienne », et par beaucoup comme le chef italien le plus connu dans le monde.

## Biographie
Né à Milan le 19 mars 1930, Gualtiero Marchesi est issu d'une famille de restaurateurs de San Zenone al Po, dans la province de Pavie, grâce à laquelle il fait ses premiers pas dans les restaurants et développe son itinéraire culinaire personnel[réf. souhaitée].
Durant la Seconde Guerre mondiale, il part en Suisse, où il perfectionne ses connaissances à Saint-Moritz, puis, de 1948 à 1950, à l'école hôtelière de Lucerne. De retour en Italie, il reste pendant quelques années dans sa famille, avant de continuer sa formation à Paris.
En 1977, il ouvre son premier restaurant à Milan, qui obtient en 1978 une étoile Michelin, et devient en 1986 le premier restaurant en Italie à recevoir la reconnaissance des trois étoiles du guide français (ramenées à deux étoiles à partir de 1997)[réf. souhaitée].
Il est nommé au grade de commandeur de l'ordre du Mérite de la République italienne en 1991, distinction qui lui est conférée par le président Francesco Cossiga.
Il a eu de nombreux élèves, parmi lesquels on peut citer des chefs tels qu'Enrico Crippa, Michel Magada, Antonio Ghilardi, Ernst Knam, Davide Oldani, Paola Budel, Karsten Heidsick, Alessandro Breda, Mirella Porro, Paolo Lopriore, Vittorio Beltramelli, Pietro Leemann ou encore l'acteur et cuisinier Carlo Cracco[réf. souhaitée].
Il est recteur de ALMA - La Scuola Internazionale di Cucina Italiana, le centre de formation de cuisine italienne le plus reconnu au niveau international, située à Colorno, et a ouvert en juin 2006 la Italian Culinary Academy de New York.
À partir des années 2000, il ouvre divers restaurants sous son nom, dont, à Paris, le Gualtiero Marchesi per il Lotti, tenus par le chef Vittorio Beltramelli formé à son école. Il possède notamment un restaurant à Milan, le restaurant du Teatro della Scala, appelé Il Marchesino[réf. souhaitée].
La « Fondation Gualtiero Marchesi » a été créée à l'occasion de son quatre-vingtième anniversaire, le 19 mars 2010 ; sa mission est de répandre « ce qui est beau et bon dans tous les arts, de la musique à la peinture, de la sculpture à la cuisine »[réf. souhaitée].

## Contestation du guide Michelin
En juin 2008, Marchesi critique le système d'attribution des étoiles de Michelin, et « rend » les siennes ; il affirme qu'il n'acceptera plus que les commentaires du guide, mais pas les notations, car il considère que celles-ci ne font que refléter la mode culinaire du moment, qui n'est plus conforme à l'esprit de sa cuisine. Par voie de conséquence, dans l'édition 2009 du guide Michelin, le restaurant de Marchesi « disparaît », n'étant plus cité que comme le restaurant de l'hôtel dans lequel il est situé, sans aucun commentaire.

## Itinéraire artistique
Gualtiero Marchesi a toujours été passionné d'art, depuis ses débuts, lorsqu'il fit la connaissance du peintre et poète Aldo Calvi, qui renforça sa passion artistique. Il rencontra ensuite son épouse Antonietta Cassisa, pianiste dans une famille de musiciens, qui l'aida à transposer ses idées à la cuisine ; il a déclaré à ce sujet : « Je me suis arrêté de jouer du piano parce que je devais créer une nouvelle cuisine, inconcevable pour notre pays ; il était temps de révolutionner le menu, la présentation, la carte des vins. C'était un moment crucial, une révolution postmusicale culinaire ! ». Au printemps 2010, il inaugure à Milan, au château des Sforza (le Castello Sforzesco), une exposition qui lui est dédiée, retraçant les étapes de son expérience artistique et culinaire, et couronnant le parcours de l'homme qui a motivé tous les chefs italiens d'aujourd'hui et connu le succès international,. Sa fille Paola, artiste et musicienne, a joué un rôle important dans la création artistique de Gualtiero Marchesi[réf. souhaitée]. Ses tableaux et sculptures sont toujours très présents dans ses activités et restaurants[réf. souhaitée].

## Prix et récompenses
- 30 juin 2001 : Docteur honoris causa en science de l'alimentation de l'université Saint-Cyrille de Rome
- 22 octobre 2002, Grand Prix « Mémoire et Gratitude », Académie internationale de la gastronomie
- 2009 : Madrid - Tablier d'or et « Prix international pour sa carrière »
- 2011 : Valence - Médaille d'or du Congrès mondial du riz
- 10 octobre 2012 : Docteur honoris causa en science gastronomique de l'université de Parme
- 26 janvier 2013 : Prix Nonino (it) spécial Risit d’Âur[13].

## Décorations
- Chevalier de l'ordre des Arts et des Lettres, 1990
- Commandeur de l'ordre du Mérite de la République italienne, 1991

### Ouvrages de Gualtiero Marchesi
- (it) Gualtiero Marchesi, La mia nuova grande cucina italiana, Milan, Rizzoli Editore, 1980
- Gualtiero Marchesi, La cuisine italienne réinventée : les recettes originales de Gualtiero Marchesi, Paris, Éditions Robert Laffont, 1983
- (it) Gualtiero Marchesi, Il codice del buongustaio, Milan, Rizzoli Editore, 1985
- (it) Gualtiero Marchesi, La cucina regionale italiana, Milan, Mondadori Editore, 1989
- (it) Gualtiero Marchesi et Luca Vercelloni, L'arte dell'imbandigione : storia estetica della cucina, Parme, Guanda Editore, 1992
- (it) Gualtiero Marchesi et Anna Bartolini, L'Europa in tavola, Milan, Rizzoli Editore, 1992
- (it) Gualtiero Marchesi, Sapere di sapori, Milan, La Marchesiana Editore, 2003, 2e éd. (1re éd. 2000)
- (it) Gualtiero Marchesi, Il Codice Marchesi, Milan, La Marchesiana Editore, 2006
- (it) Gualtiero Marchesi, Oltre il fornello, Milan, Rizzoli Editore, 2009, 2e éd. (1re éd. 1986)
- (it) Gualtiero Marchesi, Nicola Salvatore et Aldo Spoldi, Il bello è il buono : filosofia, tecnica e cucina delle belle arti, Milan, Skira Editore, 2009
- (it) Gualtiero Marchesi et Carlo G. Valli, Marchesi si nasce, questa è la mia storia, Milan, Rizzoli Editore, 2010
- (it) Gualtiero Marchesi et Fabiano Guatteri, L'Almanacco in cucina, Milan, Rizzoli Editore, 2012

### Autres ouvrages
- (it) Gualtiero Marchesi e la Grande Cucina Italiana, sous la direction de G. Leone, La Marchesiana Editore, Milan, 2010
- (it) Gualtiero Marchesi - La logica delle cose semplici, sous la direction de N. Dal Falco, Cahiers de la Fondation Gualtiero Marchesi, La Marchesiana Editore, Milan, 2010